# Haifa
Haifa (in ebraico חיפה‎?, Ḥefa [χei̯ˈfa]; in arabo حيفا‎?, ), o Caifa, è una città di Israele situata nel distretto Settentrionale e capoluogo del distretto omonimo. Posta sulla baia omonima, Haifa costituisce un importante porto e centro industriale; è il secondo scalo marittimo per attività in Israele dopo Ashdod. A maggioranza ebraica, la città è sede di una cospicua minoranza araba palestinese. La città rappresenta il centro mondiale della fede Bahá'í.

## Geografia fisica
La città è costruita ai piedi del monte Carmelo, in una baia naturale. Negli anni si è espansa sulle pendici del monte e si sono costituite così la città bassa, costruita a livello del mare, la città media, di mezza costa, e la città alta.

## Storia

### Antichità e medioevo
Fondata nell'antichità, secondo la tradizione dimorò nella zona il profeta Elia. La città di Haifa è citata nel Talmud come una piccola città contadina. La città era controllata dai bizantini fino alla conquista dei persiani e poi degli arabi. Intorno al 1100, Haifa, allora luogo di importanza minore (la città principale era Acri), passò per un breve periodo sotto il controllo dei crociati divenendo la sede della Signoria di Haifa. Nel 1265 la città venne conquistata dai Mamelucchi; malgrado la città avesse le caratteristiche di porto naturale, l'incuria delle amministrazioni arabe prima e ottomane dopo lasciò la città desolata fino al XVIII secolo.

### Periodo ottomano
A partire dall'inizio del XVIII secolo, nell'ambito della tratta del cotone palestinese in direzione dell'Europa, gli Ottomani rinforzarono e favorirono lo sviluppo di Haifa e delle altre città portuali della Palestina settentrionale. Gli ottomani invitarono funzionari da Lajjun e commercianti cristiani a trasferirsi in città. Durante il dominio di Zahir al-Umar tra il 1762 e il 1775 la città venne demolita e ricostruita in una posizione più strategica tre chilometri a sud-est. L'attitudine tollerante di al-Umar incoraggiò la comunità cristiana, la quale costruì due chiese e il monastero di Stella Maris. Sotto al-Umar e in seguito sotto Ahmad al-Jazzar Pascià la città si sviluppò, fino a divenire una delle più importanti città della Palestina settentrionale, seconda solo ad Acri.
Lo sviluppo di Haifa accelerò a partire dal 1830, quando in occasione della guerra ottomano-egiziana Acri venne bombardata dalle forze egiziane, perdendo la propria  posizione dominante nella regione. I viceconsoli europei e buona parte della popolazione di Acri si trasferirono a Haifa, confermandone l'importanza commerciale. Nel 1840 la città divenne importante anche dal punto di vista amministrativo e nel 1887 venne annessa al vilayet di Beirut. La città continuò a svilupparsi per tutta la seconda metà del XIX secolo; la città esportava principalmente cotone, grano, orzo e vari altri prodotti agricoli dal resto della Palestina e dal Hauran verso Egitto, Libano ed Europa e la posizione strategica del porto di Haifa si rivelò migliore rispetto a quella di Acri.
Numerose famiglie mercantili provenienti dal resto della Palestina, dalla Siria e dal Libano, principalmente arabe cristiane, si stabilirono in città, favorendone lo sviluppo commerciale e conquistando importanti posizioni amministrative. I carmelitani estesero la propria influenza in città e anche la Chiesa greco-ortodossa vi costruì una propria chiesa. Le famiglie mercantili arabe cristiane di Haifa estesero la propria influenza economica nelle campagne circostanti e approfittarono delle Tanzimat per conquistare il potere politico, entrando in concorrenza con le locali famiglie notabili musulmane. La città sperimentò una forte presenza consolare europea.
La posizione di Haifa venne rinforzata nel 1905, quando la città venne collegata a Dar'a e a Damasco dalla ferrovia dell'Hegiaz. Tra il 1870 e il 1914 la città passò dai 1200 ai 20000 abitanti per effetto dell'immigrazione. Nel 1915 si contavano in città 8000 cristiani e 3000 ebrei. La maggioranza dei musulmani di Haifa era costituita da immigrati, principalmente dal resto della Palestina, dalla Siria, dal Libano e dall'Anatolia, tuttavia l'élite amministrativa rimaneva per la grande maggioranza di origine locale. Tra le famiglie ulama musulmane di Haifa primeggiavano gli al-Khatib, gli al-Sahli e i Mallah, mentre tra quelle notabili spiccavano gli al-Salah, gli al-Madi, i Jarrar, gli 'Abd al-Hadi e in seguito i Qaraman.

### Periodo mandatario

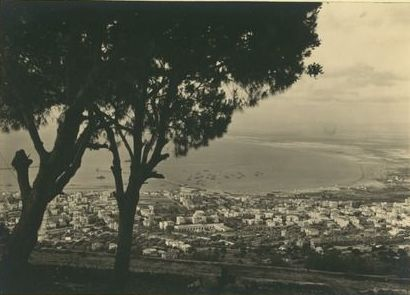
Haifa, 1925 - 1937

In seguito alla prima guerra mondiale la città venne inclusa nel Mandato britannico della Palestina. L'importanza strategica ed economica della città venne riconosciuta dai sionisti, che vi costituirono importanti centri industriali. L'élite mercantile araba cristiano-musulmana continuò a rafforzarsi durante il periodo mandatario, grazie anche all'afflusso di famiglie benestanti da Beirut, Damasco e dal resto della Palestina durante gli anni 1920, tuttavia gli ebrei sionisti monopolizzarono il settore industriale. Durante gli anni del mandato la città sperimentò un'imponente crescita demografica, vendendo la popolazione passare dalle 22000 unità nel 1918, alle 50000 nel 1931 alle 140000 nel 1947. La componente ebraica passò invece dal rappresentare un ottavo della popolazione nel 1918, a un terzo nel 1931 a più di metà nel 1947.
L'industrializzazione giocò un ruolo fondamentale durante il periodo mandatario. I progetti industriali avviati dai sionisti inclusero l'impianto di elettrificazione, la fabbrica di petrolio Shemen, i Grands Moulins per la produzione di grano e la fabbrica di cemento Nesher. La comunità araba non ottenne l'appoggio delle autorità e non riuscì a investire nel settore industriale e ne rimase perlopiù esclusa, ad eccezione che per l'industria di sigarette. La classe mercantile araba e il suo ruolo nell'ambito del commercio dei cereali si indebolirono negli anni 1920 a causa della separazione della Palestina dal Hauran, della deflazione e della concorrenza dei sionisti. I progetti avviati dalle autorità mandatarie e dai sionisti favorirono l'arrivo di migliaia di immigrati arabi, per la maggior parte originari delle campagne palestinesi. L'ampliamento della classe lavoratrice araba, perlopiù musulmana, alterò la struttura sociale della città. La classe lavoratrice araba, a differenza di quella ebraica rappresentata dal Histadrut, mancò di un'efficace rappresentanza sindacale e finì per essere sfruttata sia nel settore pubblico, che in quello privato.
La presenza ebraica nel 1947 era paragonabile per quantità a quella araba. A seguito della risoluzione ONU, anche a Haifa si creò una condizione di guerra civile, con attentati terroristici da ambo le parti in lotta. Nel 1947 l'Irgun lanciò due bombe in mezzo alla folla di palestinesi che stavano aspettando i lavori della costruzione di una raffineria a Haifa, causando la morte di 6 persone ed il ferimento di altri 42. Come reazione a tale episodio 2.000 impiegati arabi insorsero e uccisero 39 impiegati ebrei. Tale episodio è conosciuto come il "Massacro della raffineria petrolifera di Haifa". Il 23 aprile 1948 una forza di 5.000 soldati israeliani, condotti dalla Brigata Karmeli, deportò circa 80.000 palestinesi. La deportazione è considerata dai palestinesi parte della Nakba ("catastrofe"), l'insieme di deportazioni e distruzioni che accompagnò la creazione dello stato di Israele provocando circa 750.000 rifugiati palestinesi.

## Monumenti e luoghi d'interesse

### Architetture religiose

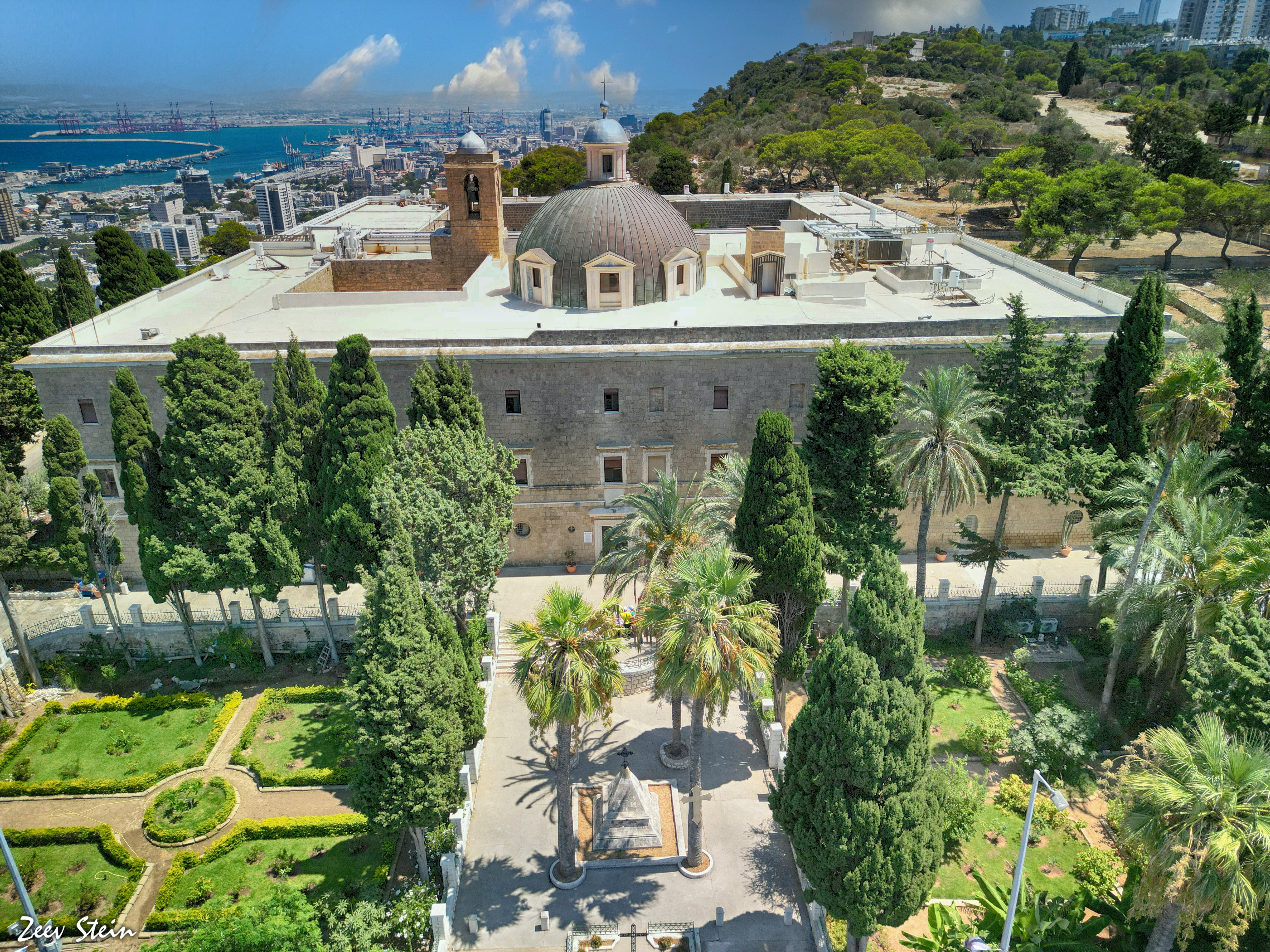
Monastero di Stella Maris

Haifa contiene parecchi ed importanti sacrari religiosi, come la caverna di Elia, il monastero di Stella Maris, il Mausoleo del Báb, tomba di due figure importanti nella fede dei Bahá'í: il Bab (Mirza Ali Muhammad), sepolto sul Monte Carmelo e Abbas Efendi, il figlio e successore del fondatore della fede, Bahá'u'lláh oltre ai giardini bahai che circondano il Mausoleo del Báb. Haifa è la sede mondiale amministrativa e spirituale della religione Bahá'í.

## Società

### Composizione etnoreligiosa
Haifa costituisce la terza città di Israele. La popolazione di Haifa è multietnica e multireligiosa. Gli ebrei costituiscono la grande maggioranza della popolazione e sono concentrati in particolare nei quartieri sul monte Carmelo. La comunità ebraica di Haifa è particolarmente dominata dalla componente aschenazita e laica. Gli ebrei originari del Maghreb e del Medio Oriente si sono storicamente concentrati nei quartieri più marginalizzati, in particolare a Wadi Salib. Un quarto della popolazione cittadina è costituito da immigrati dall'ex Unione Sovietica, per la maggior parte ebrei, ma comprendenti anche russi non ebrei.
Gli arabi palestinesi costituiscono circa un decimo della popolazione e sono concentrati nella parte bassa della città, costituendo la maggioranza nei quartieri di Wadi Nisnas, Abbas, al-Khalisa, Kababir e Wadi al-Jimal. La maggioranza degli arabi di Haifa è costituita da cristiani, principalmente greco-cattolici melchiti, con presenze greco-ortodosse, latine, protestanti e maronite. Gli arabi cristiani di Haifa tendono ad essere molto istruiti e benestanti e sono concentrati principalmente a Wadi Nisnas e Abbas; molte delle famiglie arabe cristiane della classe medio-alta, spinte anche dalla sovrappopolazione dei quartieri arabi, hanno posto la propria residenza in quartieri a maggioranza ebraica, in particolare a Hadar HaCarmel e nella Colonia tedesca, giungendo a costituirne una larga minoranza della popolazione.
Gli arabi musulmani costituiscono la maggioranza ad al-Khalisa e a Kababir; in particolare circa un quinto dei musulmani di Haifa sono ahmadi, concentrati a Kababir. Risiedono a Haifa numerose famiglie di origine beduina delle tribù Madi, al-Skhirat, Qmirat, al-Na'im, Turkmen, Azuid, Hamdun e Kulibat. Vi sono poi alcune centinaia di drusi, originari del monte Carmelo. Haifa attira numerosi lavoratori, studenti e accademici arabi dalla Galilea, che perlopiù mantengono la propria residenza nelle località di origine. Se si comprendono queste categorie, non registrate tra i residenti, la comunità araba arriva a costituire poco meno di un quinto della popolazione. Gli studenti arabi costituiscono il 40% degli studenti dell'Università di Haifa e il 20% di quelli del Technion. Haifa è in particolare considerata, fin dal periodo mandatario, l'epicentro della cultura araba liberale nel paese e il suo stile di vita attrae numerosi giovani arabi in fuga dalle norme tradizionaliste delle località di origine.

## Cultura
Nonostante nell'immaginario sia una città industriale, Haifa è il centro culturale del nord di Israele. Negli anni cinquanta, si fece uno sforzo particolare per incoraggiare gli autori e poeti a trasferirsi in città, si fondò, grazie allo spirito d'iniziativa del regista e direttore teatrale Yoseph Millo, il Teatro Haifa, il primo teatro comunale fondato nel paese, di cui Millo assunse la direzione.  Il teatro principale arabo è Al-Midan Theater. Altri teatri sono il Centro Krieger per le arti dello spettacolo e il Rappaport Art and Culture Center. Il Centro Congressi ospita mostre, concerti ed eventi. La New Haifa Symphony Orchestra, fondata nel 1950, ha oltre 5.000 abbonati.
Nel 2004, 49.000 persone hanno partecipato ai suoi concerti. La cineteca di Haifa, fondata nel 1975, ospita l'annuale Film Festival. Haifa dispone di 29 sale cinematografiche. La città pubblica un giornale locale, Yediot Haifa, ed ha una propria stazione radio, Radio Haifa. Durante gli anni 1990, Haifa ha ospitato il Rock & Blues Festival che ha caratterizzato molti musicisti come Bob Dylan, Nick Cave, PJ Harvey e Blur.

## Geografia antropica

### Hinterland
Le attività industriali della zona di Haifa si svolgono soprattutto nella cosiddetta zona delle Krayot, in ebraico קריות, villaggi, di cui fanno parte le cittadine di Kiryat Bialik, Kiryat Ata, Kiryat Motzkin, Kiryat Tivon, e che è compresa tra Haifa ed Acco/Acri, ed occupa quindi il golfo di Haifa. Per tale ragione la zona è anche detta Mifratz Heifa, מפרץ חיפה ossia Golfo di Haifa.

## Economia
La compagnia Noble Energy ha scoperto nel gennaio 2009 più di tre miliardi di piedi cubici (1 piede= 0.3048 m) di gas naturale al largo delle coste settentrionali di Israele. Il sito è chiamato Tamar-1 e si trova 56 miglia a ovest del porto di Haifa. Il Ministero libanese dell'energia e delle risorse idriche ha espresso interesse per il deposito di gas naturale. Il Ministero sostiene che il deposito potrebbe essere situato nelle acque territoriali libanesi. Il ministero dell'energie libanese intende fare pressione affinché il sito venga registrato sotto l'autorità delle Nazioni Unite, in quanto vi è la possibilità che Tamar-1 si trovi effettivamente in acque territoriali libanesi.

## Infrastrutture e trasporti
Dal centro città parte una linea chiamata anche "metropolitana", ma consistente in una funicolare interamente sotterranea, chiamata Carmelit poiché raggiunge il Monte Carmelo dopo un itinerario di 1,8 km e 6 stazioni.

## Amministrazione

### Gemellaggi
- Marsiglia
- Novokuzneck
- Torino
- Altamura
- Odessa
- Portsmouth
- Borgo londinese di Hackney
- Newcastle upon Tyne
- Manila
- San Francisco
- Boston
- Fort Lauderdale
- West Hartford
- Lexington (Massachusetts)
- Contea di Fairfax
- Suceava
- Aalborg
- Città del Capo
- Brema
- Magonza
- Düsseldorf
- Erfurt
- Mannheim
- Anversa, dal 1995
- Rosario (Argentina)
- Shanghai
- Shenzhen
- Kōbe
- Limassol
- Santa Fe

## Sport

### Calcio
Le squadre principali della città sono il Moadon Kaduregel Hapoel Haifa e il Maccabi Haifa.